# 桜の温度
『桜の温度』（さくらのおんど）は、2011年10月29日に公開されたUfotable制作のオリジナル短編アニメーション映画である。
監督は平尾隆之。2011年10月に、「アニメ文庫」プレミア上映会にて同社が手掛けた作品である「ギョ」と同時公開された。

## 概要
アニメ制作会社ufotableが自社だけで出資、そして企画・制作・配給から広報・宣伝まで全て行った「ufotable純度 100%」のオリジナル作品。監督は同じくufotableが制作した「劇場版 空の境界 第5章 矛盾螺旋」やゲーム「ゴッドイーター」のアニメーション制作で監督を務めた平尾隆之。舞台のモデルとなっているのは、平尾監督の出身地である香川県さぬき市（旧津田町）である。BD・DVD化はされておらず、徳島で同社が運営しているufotable CINEMAのみの公開となっており、公開日から現在に至っても毎日上映されている。

## ストーリー
香川県の田舎町で育った柊吾（佐藤銀平）は、何もないと感じられる地元の街にいらだちを感じながら過ごしていた。そんな中、順風満帆にみえた人望ある兄・海斗（四宮豪）と幼馴染の蘭澄（茅野愛衣）に、異変がおきて…。
高校生の男女3人が織り成す青春ドラマ。

## スタッフ
- 原作・監督・脚本 - 平尾隆之
- キャラクターデザイン・作画監督 - 清水慶太
- 美術監督 - 三宅昌和
- 音楽 - 椎名豪
- 制作プロデューサー - 近藤光
- 企画・制作・広報・宣伝・配給 - Ufotable

### キャスト
- 柊吾 - 佐藤銀平
- 海斗 - 四宮豪
- 蘭澄 - 茅野愛衣

### 主題歌
「ひとりの世界で」
歌 - 皆谷尚美
CDはufotable CINEMAとホームページ通販のみでの販売となっている。